# Emilio Larrodera López
Emilio Larrodera López (Zaragoza, 6 de marzo de 1921 – Madrid, 23 de septiembre de 1987) fue un arquitecto y urbanista español.

## Biografía
Larrodera terminó sus estudios de arquitectura en la Escuela Técnica Superior de Arquitectura de Madrid en agosto de 1947, y obtuvo el título de doctor el 18 de febrero de 1960.
En 1948 entró como arquitecto interino en la dirección General de Urbanismo que dirigió Pedro Bidagor. Desde entonces hasta 1968 trabajó como especialista en urbanismo en Zaragoza y Lérida. Mientras tanto amplió sus estudios en el Institut Superieur et lnternational d’urbanisme apliqué de Bruselas en 1951.
Dio clases en el Instituto de Estudios de la Administración Local (IEAL). En 1965 empezó a dar clases de Urbanología en la ETSAM y en 1965 obtuvo la cátedra de Planeamiento Urbanístico de dicha Escuela, de la que fue director entre 1984 hasta su fallecimiento.
Fue también Director de la comisión de Planeamiento y Coordinación del Área Metropolitana de Madrid (COPLACO) entre 1962 y 1969, Decano del Colegio Oficial de Arquitectos de Madrid (1978 – 1982) y director general de Urbanismo del Ministerio de la Vivienda. 
Falleció en Madrid, el 23 de septiembre de 1987.